# 木村飲料
木村飲料株式会社(きむらいんりょう)は、静岡県島田市に本社を置く日本の飲料メーカー。
瓶入りのラムネ、地サイダー等の製造、販売を行っている。

## 沿革
- 1947年 - 清涼飲料水の製造開始
- 1953年 - 木村飲料株式会社設立
- 1971年 - 本社事務所、店舗新築
- 1985年 - 春日井営業所開設
- 1986年 - 資本金2000万円に増資
- 1988年 - 吉田工場建設
- 1989年 - PETボトル入り商品製造開始
- 1991年 - ミニドリンク50ml30ml製造開始
- 1992年 - 東京営業所開設
- 1994年 - 名古屋営業所開設
- 1996年 - 大阪営業所開設。営業本部及び搾汁工場新築
- 1999年 - 資本金2900万円に増資
- 2000年
  - 酒類製造免許取得に続いて製造販売開始
  - 浜工場建設
  - スチール缶製造開始
- 2001年 - 吉田工場ロボットケーサー＆ロボットパレタイザー導入
- 2002年
  - 浜工場アルミ缶350ml製品製造開始
  - PETボトル成型開始（関連会社）
- 2003年
  - 世界最大級食品展示会アヌーガ2003に出展
  - 吉田工場PETボトルライン日産5000ケースに増強
- 2004年ごろ - 売り上げの7割を占める大手の下請けが頭打ちになり、独自商品の開発に取り組み始める。
- 2005年ごろ - 「おいしいだけでは駄目だと思い[1]」必勝合格ダルマサイダー発売。大手に混じり新商品売上ランキング16位になる。
- 2007年
  - カレーラムネ、わさびらむね、杏仁ラムネなど新味覚ラムネを発売。カレーラムネは1年で150万本売り上げた。
  - ISO9001の認証取得
  - モンドセレクションにてラムネが「最高金賞受賞」
- 2009年 - トマトサイダー、静岡サイダー発売
- 2014年 - 緑の力（緑茶の味がするサイダー）、バナナラムネ発売
- 2015年 - 湯日倉庫開設
- 2016年 - 吉田工場PETラインロールラベラー増強
- 2017年 - 浜工場ガラス瓶ライン設備増強
- 2018年 - 浜工場炭酸水（PET）専用ライン新設

## 関連会社
- リュージン
- ケーズ・エデュケーション